# براندون يونايتد
نادي براندون يونايتد لكرة القدم (بالإنجليزية:  .Brandon United F.C)‏ هو نادٍ لكرة القدم مقره براندون، في مقاطعة درم، بإنجلترا. هم حاليًا أعضاء في دوري الدرجة الثانية الشمالية.

## السجلات
- أفضل أداء في كأس الاتحاد: الدور الأول 1979-80، 1988-89.
- أفضل أداء لكأس الاتحاد الإنجليزي: الجولة التأهيلية الثالثة، 1987-88، 1989-90.
- أفضل أداء فاز به اتحاد كرة القدم: ربع النهائي، 1982-83، 1983-84.
- عدد الحضور القياسي: 2500، نصف نهائي كأس الاتحاد الإنجليزي.[1]
- أكثر المظاهر ظهورًا: ديريك تشارلتون (1977-1986).[1]
- أكبر عدد من الأهداف: تومي هولدن.[1]